# Jim Webb

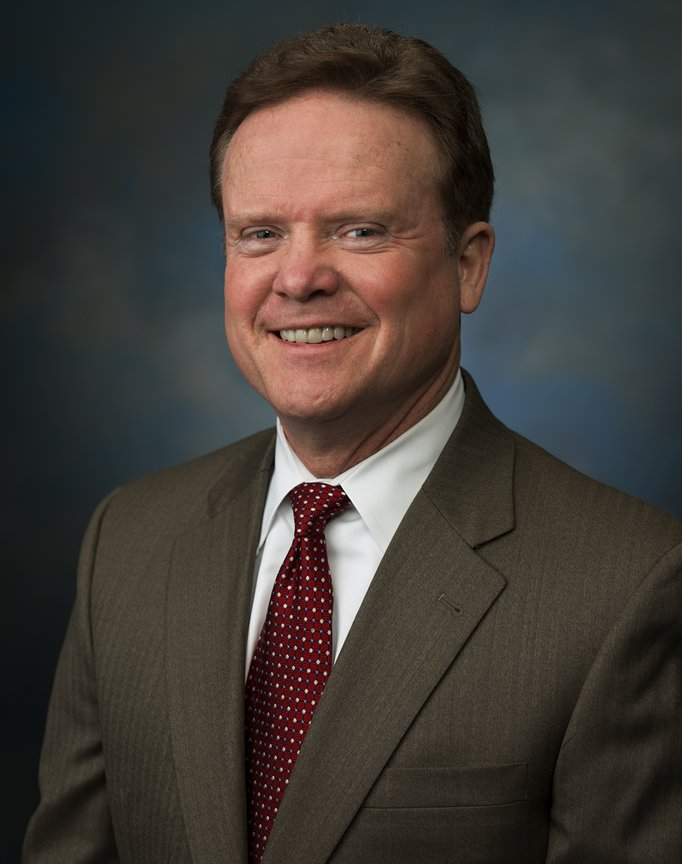
Jim Webb (2007)

James Henry „Jim“ Webb junior (* 9. Februar 1946 in Saint Joseph, Missouri) ist ein US-amerikanischer Politiker der Demokratischen Partei. Er war von 1987 bis 1988 United States Secretary of the Navy. Von 2007 bis 2013 vertrat er den Bundesstaat Virginia im US-Senat.

## Leben

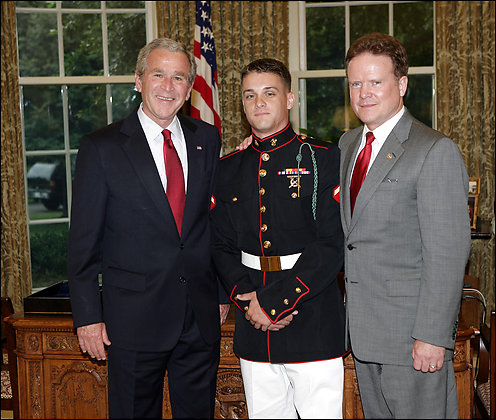
Webb (rechts) mit seinem Sohn und US-Präsident George W. Bush im Oval Office (2008)

Webb wurde in einer römisch-katholischen Familie geboren, deren Wurzeln in Irland liegen. Webbs Vater war Offizier der US Air Force und diente als Bomberpilot im Zweiten Weltkrieg sowie als Pilot eines Rosinenbombers in der Berliner Luftbrücke. Seine Schulausbildung beendete Webb an der Bellevue Highschool in Nebraska.
Webb schloss seine Ausbildung an der US-Marineakademie in Annapolis ab und diente bis 1972 im US Marine Corps. Er war Infanterieoffizier und wurde für seine Dienste im Vietnamkrieg ausgezeichnet.
Nach seiner militärischen Laufbahn besuchte Webb von 1972 bis 1975 die Georgetown Law School und schloss diese mit einem Juris Doctor ab. Im Anschluss arbeitete er von 1977 bis 1981 im House Committee on Veterans' Affairs. Webb wurde 1987 von Ronald Reagan zum Verwaltungsleiter der US-Marine ernannt. Er trat zum 23. Februar 1988 zurück, um gegen die Reduzierung der Flottengröße der US Navy und die Aufgabe des Plans der „Marine der 600 Schiffe“ zu protestieren.
Am 7. November 2006 gewann er gegen den republikanischen Mandatsinhaber George Allen in einem äußerst knappen Rennen die Senatswahlen. Mit diesem knappen Sieg in Virginia errangen die Demokraten die Mehrheit im Senat.
2012 kandidierte er nicht mehr. Tim Kaine wurde sein Nachfolger. Am 2. Juli 2015 kündigte er an, an den Vorwahlen der Demokraten für die Präsidentschaftswahl 2016 teilzunehmen, und zog seine Bewerbung im Oktober zurück. Nach seinem Rückzug erklärte Webb, nicht für die Kandidatin seiner Partei, Hillary Clinton, stimmen zu wollen. Im März 2016 sprach er sich für den Republikaner Donald Trump aus. Nach dessen Wahlsieg im November 2016 erklärte Webb, Trump habe es mit seiner Kampagne verstanden, die weißen Arbeiter anzusprechen.
Anfang Januar 2019 wurde laut New York Times im Weißen Haus erwogen, Webb zum Nachfolger des Verteidigungsministers James N. Mattis zu ernennen. US-Präsident Donald Trump dementierte das auf Twitter und bezeichnete die Meldung als Fake News.

## Schriften
- Fields of Fire (1978) ISBN 0-553-58385-9
- A Sense of Honor (1981) ISBN 1-55750-917-4
- A Country Such as This (1983) ISBN 1-55750-964-6
- Something to Die For (1992) ISBN 0-380-71322-5
- A Sense of Honor (1995) ISBN 1-55750-917-4
- The Emperor’s General (1999) ISBN 0-553-57854-5
  - Deutsch: Wie Bambus im Wind. Übersetzt von Wulf Bergner. München 2001.
- Lost Soldiers (2002) ISBN 0-440-24091-3
- Born Fighting: How the Scots-Irish Shaped America (2004) ISBN 0-7679-1688-3
- A Time to Fight: Reclaiming a Fair and Just America (2008) ISBN 978-0-7679-2835-9

## Filme
Webb schrieb die Geschichte und war ausführender Produzent des Films Rules – Sekunden der Entscheidung, in dem die Schauspieler Tommy Lee Jones und Samuel L. Jackson mitspielten. Er schrieb ebenso die Geschichte Whiskey River, die Warner Bros. gegenwärtig verfilmt. Der Film handelt von einem fiktiven US-Soldaten, der im Irak verwundet wird. Der amerikanische Professor Jack Shaheen, hielt Rules für den Film, der am stärksten mit anti-arabischen Klischees arbeite und kritisierte diesen in seinem Buch Reel Bad Arabs. Webb sagte zu Kritik an seinen Drehbüchern: „Jeder Film braucht Böse. Towelheads (abwertende Bezeichnung für Muslime) und Rednecks (abwertende Bezeichnung für Südstaatler) - und ich bin einer von denen - eignen sich da am besten“.